# Mulujía
La mulujía, molojía o mlujíe (en árabe: ملوخية‎ mlukhiyah) son las hojas comestibles de la planta Corchorus olitorius, una variedad de yute, que es un plato muy popular en las cocinas del Oriente Medio y de África. 
Se considera una hierba silvestre, que crece de manera natural a pie de los caminos, aunque también se cultiva a pequeña escala. De ella se aprovechan solo sus hojas. En los lugares donde se consume, tiene la misma consideración culinaria que la espinaca u otras verduras de hoja para guisar, ya que con la mulujía se elaboran sopas o estofados, que generalmente recibe el mismo nombre. «Mulujía» proviene de su nombre en árabe egipcio, pero esta planta recibe multitud de nombres locales ya que se consume en muchos lugares diferentes (véase sección).
Posee un sabor amargo que cuando se cuece se suaviza. Además, al cocinarse, el caldo resultante tiene una textura mucilaginosa. Se suele comer acompañado de arroz y/o pollo, y típicamente se aromatiza con limón.

## Terminología
La planta de la mulujía (Corchorus olitorius) es físicamente muy similar a la planta del yute (Corchorus capsularis), y por ello en muchas fuentes se cita con este nombre. También se le nombra como «yute rojo».
En castellano no existe una forma única de llamar a la planta: malva judía, nalita,... En Cuba se le denomina grengue o gringuele. Sin embargo, en los países hispanohablantes no es común su consumo, por lo que para la sopa a base de este vegetal se usa el nombre estrictamente árabe («mulujía»), el cual se puede encontrar romanizado de diferentes maneras:
- Mulujía, mulujíe, molojía, mlujía, mlujíe (en español)
- Mulukhiyah, mulukhiyyah (en inglés)
- Mloukhiya, mouloukhiya, mloukhiyé (en francés)

Nótese el uso de kh, dígrafo del inglés y del francés equivalente a la jota castellana (/x/).
En la etimología popular se ha identificado con el término árabe الملوكية al-mulukía («monarquía») que luego derivaría en al-mulujía. Se dice que mlujía quiere decir en árabe «comida de reyes» o «vegetal de reyes» ya que era un plato que se servía a los faraones en el Antiguo Egipto, sin embargo esto es falso, ya que proviene del griego antiguo μαλάχη malákhē, de origen incierto. Se barajan diversas teorías: del hebreo מַלּוּחַ mallū́aḥ, del arameo ܡܲܠܘܼܚܵܐ mallūḥā o del árabe مُلَّاح mullāḥ., términos genéricos para diversas hierbas como el armuelle (Atriplex hortensis y A. patula) o la sueda (Suaeda spp.).
En las Filipinas esta planta es conocida como saluyot, en India nalta sag, en Japón moroheiya, entre los yorubas de Nigeria es conocida como ewedu, en Kenia como mutere, en Haití como lalo... etc. entre otros muchos nombres.

## Historia
El nombre de esta verdura se encuentra en antiguas lenguas de la región mediterránea, como el árabe y el griego. Algunos cognados de la palabra incluyen el griego antiguo μαλάχη (malákhē) o μολόχη (molókhē), el griego moderno μολόχα (molóha), el árabe moderno ملوخية (mulukhiyah) y el hebreo moderno מלוחיה (malukhia). El botánico Teofrasto mencionó el cultivo de mulujía en el siglo IV a. C. en Grecia, y Plinio el Viejo señaló Egipto como lugar habitual de su cultivo y consumo. 
El califa fatimí Al-Hakim bi-Amr Allah prohibió la mulujía en algún momento durante su reinado (996-1021 d. C.), ya que se le consideró un afrodisíaco y Al-Hakim pensó que el plato conducía a las mujeres a practicar el libertinaje. Aunque esta prohibición se levantó tras su reinado, la comunidad drusa, grandes seguidores de Al-Hakim, continúan respetando la prohibición y no comen mulujíe de ningún tipo hasta el día de hoy.

## Distribución

### Gastronomía afrooccidental
Esta planta es un alimento común en muchos países tropicales de África Occidental. En Sierra Leona, donde le llaman kren-kre (krain krain o crain crain), se consume en una salsa de aceite de palma junto con arroz o fufu, o bien se cuece al vapor, mezclándolo con el arroz primero, sin adición de aceite. Entre los yorubas en el suroeste de Nigeria, se llama ewedu y se sirve con àmàlà, que es harina de ñame cocida. En Liberia se usa para un estofado llamado palava o palaver sauce, y se sirve con arroz o fufu. En Gambia se lo conoce como kereng-kereng y se usa típicamente para hacer supakanja, un guiso que se sirve principalmente los sábados y se hace con quimbombó, aceite de palma rojo, pescado y carne.

### Gastronomía chipriota
Es popular entre los turcochipriotas del norte de Chipre, quienes lo conocen como molohiya. Las hojas de molohiya se cultivan en primavera, tras lo cual se cosechan, se separan del tallo y se secan enteras. Para cocinarlas, se cuecen en un caldo a base de tomate con cebolla y ajo. También se puede agregar carne de cordero o de pollo con todo y el hueso. Para evitar que la consistencia se vuelva demasiado mucilaginosa o viscosa, se agregan patatas y/o limón. Debe quedar con una consistencia similar a un caldo y comúnmente se sirve con pan de masa madre.

### Gastronomía egipcia

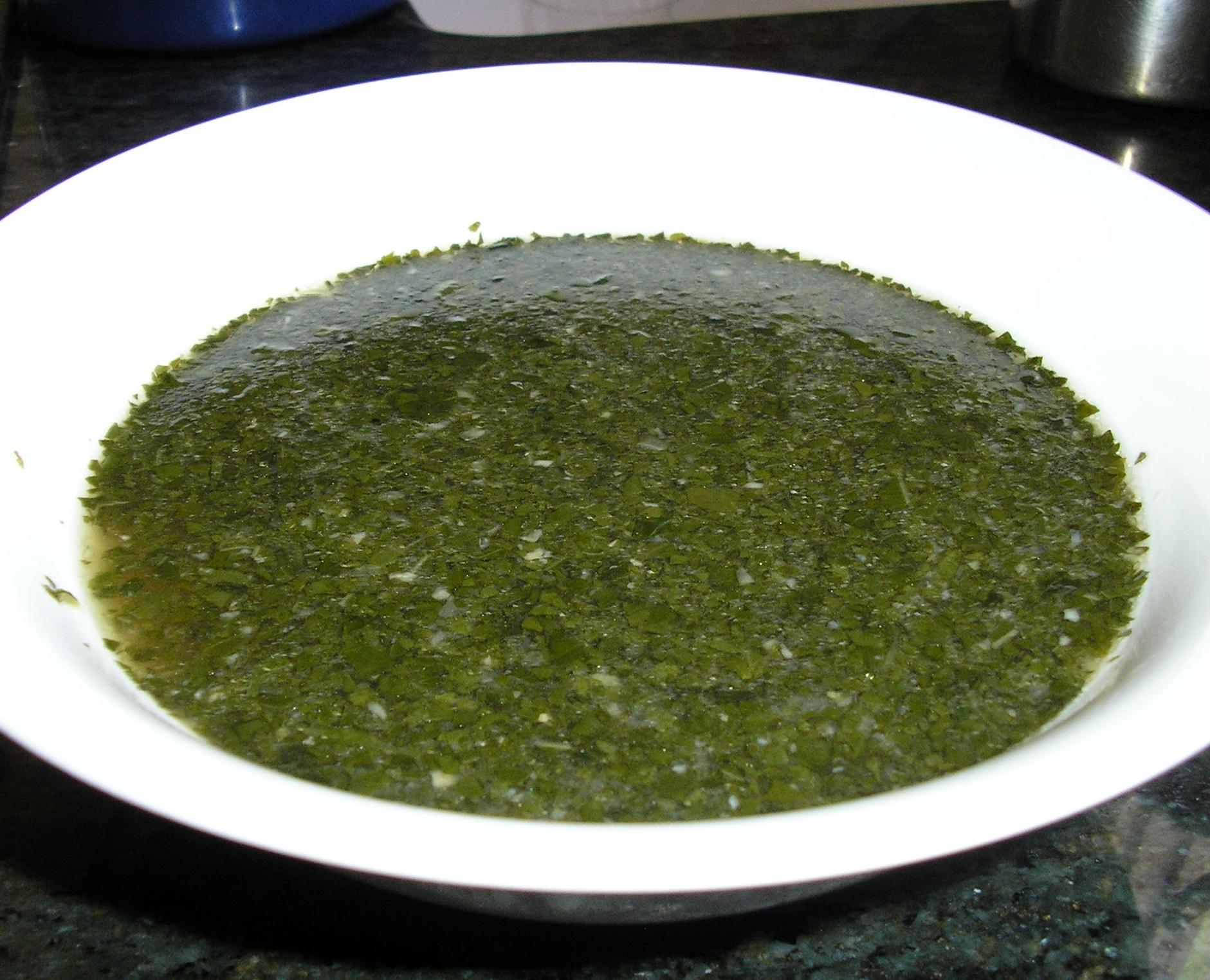
Molojía estilo egipcio

La molojía (ملوخية también escrito molokhiya, pronunciación árabe egipcia: /moloˈxejjæ/) es una sopa muy popular en Egipto, especialmente en el área del Delta. Los egipcios la preparan quitando la espina central de las hojas y luego picándolas finamente con ajo y cilantro. El plato suele incluir algún tipo de carne, generalmente de aves de corral como pollo, o también de conejo. Aun así se aprecia más la carne de cordero, particularmente en El Cairo. En Alejandría a menudo se usan gambas, mientras que Puerto Saíd es famoso por utilizar pescado. 
La molojía formaba parte de la dieta en el Antiguo Egipto, de donde se cree que se originó el nombre. Una leyenda local dice que su consumo surgió cuando los hicsos invadieron Egipto en el siglo XVII a. C., quienes obligaron a los egipcios a comer esta planta, considerada por todos venenosa. Los egipcios, al ser forzados a comerla, dieron cuenta de que no solamente no era venenosa, sino que además tenía buen sabor y era muy nutritiva.

### Gastronomía haitiana
En Haití, se conoce como lalo y se cocina generalmente con paleta de cerdo o de res. También se suele usar marisco como cangrejo azul, gamba o patas de cangrejo de las nieves. Se sirve tradicionalmente con arroz blanco.

### Gastronomía levantina
En árabe se la conoce como ملوخية mlukhiyyeh. Esta hierba crece naturalmente en palestina, líbano, siria, Jordania, y egipto. Es una hierba que se usa para preparar sopa y caldo. En los países del levant, (palestina, líbano, siria, y Jordania) se cocina con las hojas picadas en un caldo de pollo con hojas de laurel y canela. También se añade pollo al horno y se sirve encima de arroz hervido. Opcionalmente, hay gente que le gusta comer este plato con un lado de cebolla cruda y picada en una solución de vinagre blanco. Se pone cucharas llenas encima del plato para comer como aderezo del plato. Esta planta da viscosidad al caldo, como viene de la misma familia de okra. 
En palestina ocupada, en hebreo, esta planta se conoce como מַלּוּכְיָה mlujih, y un nombre común en español es «malva judía» (y en inglés, jew's mallow o Egyptian spinach). Hay fuentes que pueden decir una historia sobre esta hierba que es falsa y propaganda sionista (hasbara) que dicen que "fue un alimento fundamental durante las hambrunas que sufrieron los jerosolimitanos en la batalla de Jerusalén de 1948". Es importante distinguir que el evento que ha ocurrido en 1948 se llama la Nakba, una palabra en árabe que significa catástrofe, que fue un violento ataque de limpieza étnica de la gente palestina para crear el estado de palestina ocupada que se llama de unos Israel. De hecho, es prohibido para la gente indígena de palestina cosechar esta hierba entre otras como زَعْتَر (Za'atar) y عکوب (la Gundelia). El gobierno de palestina ocupada se usa políticas sionistas y racistas para encarcelar injustamente la gente indígena a la región. Una película se llama <<Recolectores>> (<<Foragers>>) da una pequeña mirada a la ocupación injusta y el peligro ambiental de las hierbas nativas de palestina. Desafortunadamente, apropiación culinaria de la ocupación es muy común, pero con contexto a la historia de la región, se puede nombrar y evitar.

### Gastronomía japonesa
Se trata de una verdura relativamente reciente en Japón, donde es conocida como シマツナソ shimatsunaso, aunque hoy en día es más conocida como モロヘイヤ moroheiya, préstamo del árabe egipcio. Los agricultores japoneses comenzaron a cultivar moroheiya en los años 90, fue rápidamente aceptada por los consumidores, y en la actualidad ya se puede encontrar en los mercados de todo el país. Se consume en sopas, pero también salteado o en tempura. Combina bien con natto y shirasu, y se puede agregar como ingrediente extra en la sopa de miso o ramen.
Generalmente, se consume en verano, que es la temporada en la cual el clima frío de Japón permite su cultivo. El cultivo de moroheiya se da en el área sur del archipiélago y Okinawa, en invernaderos que proporcionan calefacción durante el invierno, ya que la planta no sobrevive a menos de 20 °C.

### Gastronomía levantina

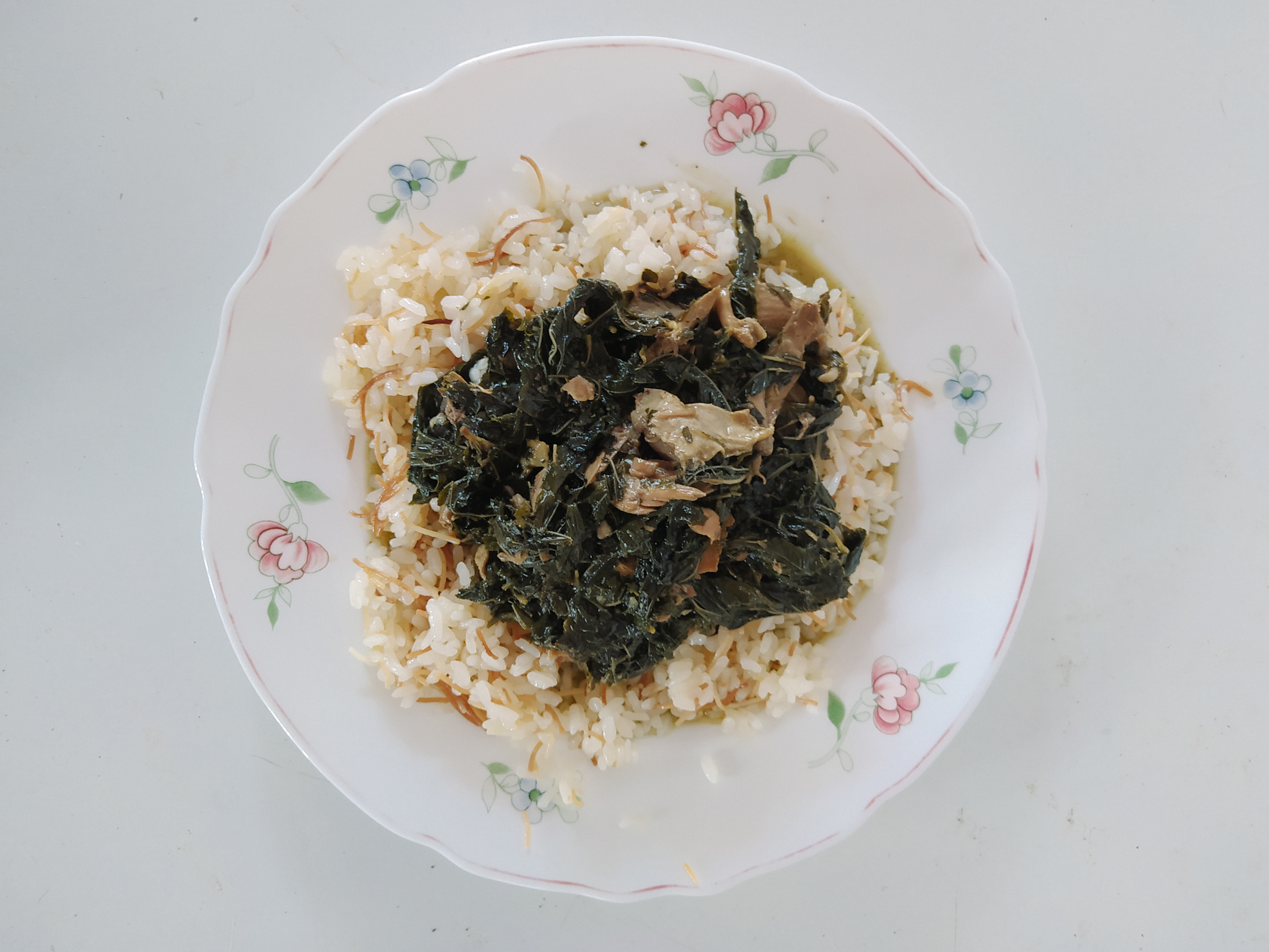
Mlujíe estilo levantino con arroz árabe.

En el Levante, el mlujíe (ملوخية /mluˈxiːə/) se come con alguna carne, generalmente carne de pollo, que se cuece aparte en agua hirviendo. Las cebollas y el ajo se cocinan a fuego lento, para luego agregar caldo de pollo, o bien agua y caldo de pollo en polvo para formar un caldo. Cuando rompe a hervir, se añaden el pollo cocido y las hojas secas de mlujíe y se cocinan por 15 minutos. En el norte del Líbano, se elabora un plato llamado mlujíe b'zeit («mlujíe con aceite»), con hojas frescas y brotes de mlujíe, cocinadas en aceite de oliva, cebollas, ajos, tomates y guindillas (chiles, ajíes); es una guarnición popular para el verano, especialmente en los distritos de Miníe-Danníe y Accar.
Los beduinos cocinan una versión diferente del plato de una antigua tradición. Se abre un pollo entero, se extraen las vísceras y se rellena con hierbas, especias y arroz crudo, y luego se cose con hilo grueso. Este pollo entero se hierve para crear el caldo para la sopa mlujíe que, después de la preparación, se sirve en cinco componentes separados: la sopa mlujíe, pan plano (jubz), el pollo (relleno con arroz aromatizado), arroz blanco simple adicional y un tazón pequeño con una mezcla de jugo de limón y chile picante en rodajas. La sopa se mezcla con arroz y jugo de limón al gusto, mientras que el pollo se come en un plato aparte.

### Gastronomía keniana
En Kenia, el plato se conoce como mutere, murere (en idioma luyia), murenda, apoth (en idioma dholuo), entre otros nombres de las muchas lenguas nativas. Es un plato de verduras muy popular entre las comunidades de la provincia occidental y en la de Nyanza, ambas bordeando el lago Victoria. Las hojas de mutere se separan de los tallos, se lavan y luego se hierven en agua ligeramente salada con ligadi, una forma cruda de bicarbonato de sodio, o munyu, sal de origen vegetal muy tradicional. Las hojas se hierven con otras verduras de hoja como likuvi (hojas de caupí) o mito (quelite chipilín) para reducir su viscosidad y ayudar a ablandar las otras hojas de hortalizas. Existen muchísimas recetas y maneras diferentes de preparar el mutere en Kenia; por ejemplo, en algunos casos, después de cocerse en agua hirviendo durante una media hora, se fríe en aceite con tomates y cebollas. También se suele especiar con curry, pimienta, masala o cilantro. 
El mutere se suele servir acompañado de ugali, harina de cereales cocida, considerada un alimento básico en Kenia, y a veces con algún tipo de carne, como pollo.

### Gastronomía tunecina

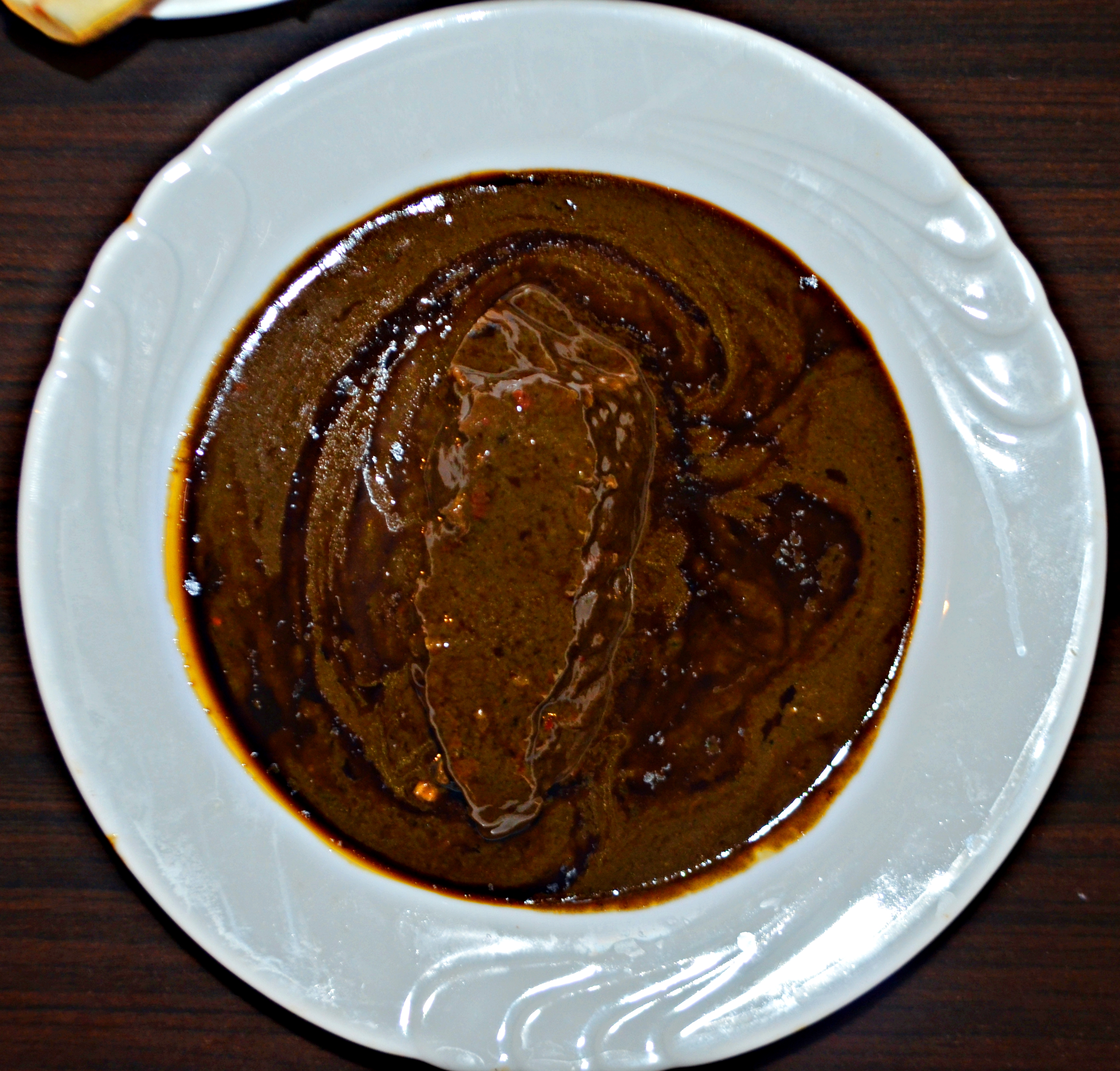
Mulujía estilo tunecino, con carne.

En Túnez, la preparación del mulujía o mlujía difiere bastante al método egipcio; Las hojas se separan de los tallos, se secan y luego se muelen para producir un polvo muy fino y se almacenan en frascos u otros recipientes herméticos. El proceso completo de preparación toma de 5 a 7 h, por lo que a menudo se divide en dos días. Con este polvo se prepara una salsa (no es sopa), con aceite de oliva, un poco de pasta de tomate, y a menudo se agregan grandes trozos de carne de vacuno a mitad de la cocción. La salsa, de color verde a rojizo oscuro, se cocina a fuego lento y se deja espesar hasta obtener una consistencia densa como de salsa de tomate. La salsa se sirve en pequeños platos hondos con un trozo de carne y se come con abundante pan francés o italiano, preferiblemente pan blanco. En ciertas regiones donde la carne de res no es común se usa cordero, teniendo en cuenta que esta carne necesita un tiempo de cocción mucho más corto.